# Coupe d'Ouganda de football
La Coupe d'Ouganda de football est une compétition créée en 1971.

## Palmarès
- 1971 : Coffee SC  2-1  Simba Football Club
- De 1972 à 1975 : Non disputée
- 1976 : Gangama United  0-0 (tab 4-2)  Coffee SC
- 1977 : Simba Football Club forfait  Nytil FC
- 1978 : Nsambya Old Timers FC  1-0  Uganda Commercial Bank FC
- 1979 : Kampala City Council forfait Uganda Commercial Bank FC
- 1980 : Kampala City Council  2-0  Maroons FC
- 1981 : Coffee SC  1-1 (tab 5-4) Uganda Commercial Bank FC
- 1982 : Kampala City Council  1-0  Nile Breweries FC
- 1983 : Nakivubo Villa Sports Club  1-0  Kampala City Council
- 1984 : Kampala City Council  3-2  Coffee SC
- 1985 : Express Football Club  3-1  Kampala City Council
- 1986 : Nakivubo Villa Sports Club   2-0  Tobacco Bugembe
- 1987 : Kampala City Council  1-0  Nakivubo Villa Sports Club
- 1988 : Nakivubo Villa Sports Club   3-1  Express Football Club
- 1989 : Nakivubo Villa Sports Club   4-2  Express Football Club
- 1990 : Kampala City Council  3-0  Nakivubo Villa Sports Club
- 1991 : Express Football Club  4-1  Nile Breweries FC
- 1992 : Express Football Club  1-0  Nile Breweries FC
- 1993 : Kampala City Council  2-1  Dairy Heroes FC
- 1994 : Express Football Club  0-0 (tab 4-3)  Kampala City Council
- 1995 : Express Football Club  2-0 ap  Posta FC
- 1996 : Uganda Electricity Board  1-0   Nile Breweries FC
- 1997 : Express Football Club  4-1  Uganda Electricity Board
- 1998 : Villa Sports Club  2-0  Simba Football Club
- 1999 : Dairy Heroes FC  0-0 (tab 3-0) Lyantonde FC
- 2000 : Villa Sports Club  1-0  Military Police Kampala
- 2001 : Express Football Club  3-1  Villa Sports Club
- 2002 : Villa Sports Club  2-1  Express Football Club
- 2003 : Express Football Club  3-1  Police FC
- 2004 : Kampala City Council  1-1 (tab 3-2) Express Football Club
- 2005 : URA SC  2-1  Kampala City Council
- 2006 : Express Football Club  2-0  Maji FC
- 2007 : Express Football Club  0-0 (tab 4-2)  Kampala City Council
- 2008 : Victors FC  1-0  Kinyara FC
- 2009 : Villa Sports Club  2-1  URA SC
- 2010 : Victors FC  1-1 (tab 5-4)  Simba Football Club
- 2011 : Simba Football Club   2-1   URA SC
- 2012 : URA SC  1-0  Bunamwaya SC
- 2013 : SC Victoria University  1-1 (tab 5-3)  Vipers SC
- 2014 : URA SC  2-2 (tab 4-2)  Kampala City Council
- 2015 : Villa Sports Club  3-0  Kampala City Council
- 2016 : Vipers SC  3-1  Ondurapaka FC
- 2017 : Kampala City Council  2-0  Paidha Black Angels
- 2018 : Kampala City Council  1-0  Vipers SC
- 2019 : Proline SC 1-1 (tab 5-4) Etoiles Vives
- 2020 : Compétition abandonnée
- 2021 : Vipers SC  8-1  Bul FC
- 2022 : Bul FC 3-1 Vipers SC
- 2023 : Vipers SC  1-0  Police FC
- 2024 : Kitara FC 1-0 NEC
- 2025 : Vipers SC  2-0  Kampala City Council